# Hans-Emil Schuster
Hans-Emil Schuster   (Hamburg, 19 de setembre de 1934 - 20 de desembre de 2024), astrònom alemany retirat des d'octubre de l'any 1991. Va exercir el seu treball entre l'Observatori d'Hamburg-Bergedorf (Bergedorf) i l'Observatori Europeu Austral (també conegut com a European Southern Observatory (ESO)), exercint també com a director en funcions en l'Observatori de la Silla (Xile). L'any 1982 va contreure matrimoni amb Rosemarie Schuster née von Holt (28 de març de 1935 - 18 de setembre de 2006).
Va descobrir el cometa periòdic 106P/Schuster. També va descobrir el cometa C/1976 D2, és de destacar el seu periheli que aconsegueix una distància de 6,88 unitats astronòmiques, sent el més vegades observat fins avui actual.
També va descobrir 25 asteroides, entre els quals es troba l'asteroide (2329) Orthos del grup d'asteroides Apol·lo i els asteroides (2608) Seneca, (3271) Ul, (3288) Seleucus i (3908) Nyx del grup d'asteroides Amor i l'objecte proper a la Terra conegut com (161989) Cacus, del que es va perdre el rastre i va ser trobat de nou l'any 2003.
Va participar en múltiples projectes desenvolupats en l'Observatori La Silla i l'Observatori Paranal.
Va descobrir la galàxia Nana del Fènix juntament Richard Martin West, l'any 1976 descobreix el Cúmul globular Eridanus, un dels més llunyans cúmuls globulars en l'halo galàctic. L'any 1980 descobreix una supernova tipus II en la galàxia NGC 1255.
L'asteroide (2018) Schuster va ser anomenat en el seu honor. El 21 d'octubre de 2011 se li va concedir el grau de Comendador en l'Ordre de Bernardo O'Higgins com a reconeixement a la seva contribució a l'astronomia, a Xile.